# Dekanat Rems-Murr
Das Dekanat Rems-Murr ist eines von 25 Dekanaten in der römisch-katholischen Diözese Rottenburg-Stuttgart mit Sitz in Waiblingen.

## Gliederung
Das Dekanat ist eine Körperschaft des öffentlichen Rechts und umfasst das Gebiet des Rems-Murr-Kreises, der vorwiegend protestantisch geprägt ist; nur 22,5 % seiner Bewohner sind Katholiken. Das Dekanat wurde 2006 aus den Dekanaten Backnang und Waiblingen gebildet. Die Leitung des Dekanats liegt beim Dekanatsrat der aus Vertretern aller Seelsorgeeinheiten und verschiedener Verbände sowie dem Dekan, seinen zwei Stellvertreter, dem Geschäftsführer und Rechnungsführer besteht. Außerdem gibt es noch einen geschäftsführenden Ausschuss, der den Dekanatsrat vertritt und die laufenden Aufgaben wahrnimmt.
Die Seelsorgeeinheiten (SE) sind:
- SE Fellbach / Oeffingen / Schmiden
(Gemeinden: Fellbach – St. Johannes Evang., Oeffingen – Christus König, Schmiden – Zur Allerheiligsten Dreifaltigkeit)
- SE Waiblingen / Korb / Neustadt
(Gemeinden: Waiblingen – St. Antonius, Korb – St. Johannes der Täufer, Neustadt – St. Maria)
- SE Remstaltor[2]
(Gemeinden: Beutelsbach – St. Anna, Endersbach – St. Andreas, Kernen i. R. – Heilig  Kreuz, Remshalden – St. Michael)
- SE Schorndorf / Winterbach
(Gemeinden: Schorndorf – Heilig Geist, Winterbach – Mariä Himmelfahrt)
- SE Plüderhausen / Urbach
(Gemeinden: Plüderhausen – Zum Heiligen Herzen Jesu, Urbach – St. Marien)
- SE Rudersberg / Welzheim
(Gemeinden: Rudersberg – Zur Heiligsten Dreifaltigkeit, Welzheim – Christus König)
- SE Winnenden / Leutenbach / Schwaikheim
(Gemeinden: Winnenden – St. Karl Borromäus, Leutenbach – St. Jakobus, Schwaikheim – St. Maria Hilfe der Christen)
- SE Kirchberg / Oppenweiler
(Gemeinden: Kirchberg – St. Michael, Oppenweiler – St. Stephanus)
- SE Backnang
(Gemeinden: Backnang – Christkönig, Backnang – St. Johannes Baptist)
- SE Ebersberg / Weissach
(Gemeinden: Ebersberg – Herz Jesu, Weissach – Zur Heiligsten Dreifaltigkeit)
- SE Murrhardt / Sulzbach
(Gemeinden: Murrhardt – St. Maria, Sulzbach – St. Paulus)